# Rabo de Asno
Oslini khvost ou Rabo de Asno (em russo: Ослиный хвост) foi um grupo artístico russo criado pelos membros mais radicais e vanguardistas do grupo Bubnovi Valet. Entre os seus membros estavam Mikhail Larionov (quem deu o seu nome ao grupo), Natalia Gontcharova, Kazimir Malevitch, Marc Chagall e Aleksandr Shevtchenko. O grupo estava influenciado pelo cubo-futurismo. A única exposição coletiva do grupo celebrou-se em Moscovo em 1912. Em 1913, o grupo foi dissolvido.

## Membros do grupo
O grupo esteve formado pelos seguintes artistas:
- Natalia Gontcharova
- Kazimir Malevitch
- Vladimir Tatlin
- Marc Chagall
- Aleksandr Shevtchenko
- Olga Rozanova
- Pavel Filonov
- Artur Fonzivin
- Kirill Zdanevitch
- Sergei Bobrov

## Outros artigos
- Valete de Diamantes
- Mir Iskusstva